# Quamby Bluff
Quamby Bluff är ett berg i Australien. Det ligger i regionen Meander Valley och delstaten Tasmanien, i den sydöstra delen av landet, omkring 150 kilometer norr om delstatshuvudstaden Hobart. Toppen på Quamby Bluff är 1 227 meter över havet.
Runt Quamby Bluff är det mycket glesbefolkat, med 2 invånare per kvadratkilometer.. Närmaste större samhälle är Deloraine, omkring 14 kilometer norr om Quamby Bluff.
I omgivningarna runt Quamby Bluff växer i huvudsak städsegrön lövskog. Genomsnittlig årsnederbörd är 1 605 millimeter. Den regnigaste månaden är juli, med i genomsnitt 178 mm nederbörd, och den torraste är februari, med 73 mm nederbörd.